# یباره (شوشتر)
یباره (شوشتر)، روستایی از توابع بخش مرکزی شهرستان شوشتر در استان خوزستان ایران است.

## جمعیت
این روستا در دهستان میان‌آب (شوشتر) شمالی قرار دارد و براساس سرشماری مرکز آمار ایران در سال ۱۳۸۵، جمعیت آن ۲۸۸ نفر (۴۳خانوار) بوده‌است.